# Helga Kuhse
Helga Kuhse (*  26. März 1940 in Hamburg) ist eine deutsch-australische utilitaristische Philosophin und Bioethikerin.

## Werdegang
Helga Kuhse wurde 1940 in Hamburg geboren. 1962 wanderte sie nach Australien aus.
Seit den 1970er-Jahren beschäftigte sie sich mit den ethischen Auswirkungen und Entwicklungen von Biotechnologie und Biomedizin. Damit war sie eine der ersten Philosophinnen, die sich dieser Themen annahmen. 1980 gründete sie zusammen mit Peter Singer das Centre for Human Bioethics an der Monash University in Melbourne. Dieses Institut, dessen Direktorin Kuhse bis 1999 war, ist eines der ersten Forschungszentren, das sich ausschließlich mit Bioethik beschäftigt.
Ihre Vorstellungen vom Ende des Lebens, dem Recht zu sterben und zur Sterbehilfe haben weltweit kontrovers Diskussionen ausgelöst. 
Helga Kuhse ist eine bekannte Unterstützerin des Rechts auf Sterbehilfe. Ihre Arbeit war mit ausschlaggebend für das Zustandekommen des Rights of the Terminally Ill Act aus dem Jahr 1995. Marshall Perron, früherer Chief Minister des Northern Territory Australiens, gab 1996 zu Protokoll, dass Kuhses Schriften für ihn der Auslöser waren, die Rights of the Terminally Ill Bill im Parlament einzubringen. Es war weltweit das erste Gesetz, das Sterbehilfe legalisierte, allerdings entzog einer Änderung des Northern Territory (Self-Government) Act 1978 (Selbstverwaltungsgesetz für das Nordterritorium) am 24. März 1997 durch den Euthanasia Laws Act 1997 (Sterbehilferechtsgesetz) der australische Bundesgesetzgeber dem Nordterritorium die Gesetzgebungskompetenz für die Euthanasie betreffende Gesetze und erklärte damit das Gesetz über die Rechte unheilbar Kranker für unwirksam.
Kuhse war Mitglied mehrerer Ethikkomitees und parlamentarische Beraterin in Australien zum Thema Rechtsprechung in Bezug auf Sterbehilfe.
1987 gründete sie, wieder zusammen mit Peter Singer, die internationale akademische Fachzeitschrift Bioethics. Die beiden riefen außerdem die International Association of Bioethics ins Leben. Zurzeit hat Kuhse eine außerordentliche Professur an der Monash University inne.

## Veröffentlichungen
Kuhse hat zahlreiche Bücher über Bioethik geschrieben. Schon ihre erste größere Veröffentlichung, Should the Baby Live? (zusammen mit Peter Singer), die sie noch während ihres Philosophiestudiums verfasste, machte sie bei einem großen Publikum bekannt. Seitdem hat sie zahlreiche Schriften verfasst, die sowohl in akademischen Kreisen als auch in der öffentlichen Debatte großen Einfluss hatten. Die deutsche Ausgabe des Buches erschien 1991 im Harald Fischer Verlag unter dem Titel Muß dieses Kind am Leben bleiben? Das Problem schwerstgeschädigter Neugeborener.
Helga Kuhses bekannteste Werke sind:
- Bioethics: An Anthology. (mit Peter Singer) 3. Auflage, John Wiley & Sons, Hoboken 2015, ISBN 978-1-118-94150-8.
- A companion to Bioethics. (mit Peter Singer) 2. Auflage, John Wiley & Sons, Hoboken 2009, ISBN 978-1-405-16331-6.
- Unsanctifying Human Life: Essays on Ethics. (mit Peter Singer) John Wiley & Sons, Hoboken 2001, ISBN 978-0-631-22506-5.
- Caring – Nurses, Women and Ethics. John Wiley & Sons, Hoboken 1997, ISBN 978-0-631-20211-0.
- Embryo Experimentation. (mit Peter Singer) Cambridge University Press, Cambridge 1990, ISBN 978-0-521-38359-2.
- Allocation of Health Care Resources: An Ethical Evaluation of the „Qaly“ Approach. (mit John McKie, Peter Singer und Jeff Richardson) Dartmouth Publishing, London 1998, ISBN 978-1-855-21953-3.
- Willing to listen, wanting to die. Penguin Books Australia, Melbourne 1994, ISBN 978-0-140-23775-7.
- The Sanctity-of-Life Doctrine in Medicine: A Critique. Oxford University Press, Oxford 1987, ISBN 978-0-198-24943-6.
- Is Infant Euthanasia Ever Justified (Opposing Viewpoints). Greenhaven Publishing, New York City 1987, ISBN 978-0-899-08815-0.
- Should the Baby Live: The Problem of Handicapped Infants. (mit Peter Singer) Oxford University Press, Nachdruck Oxford 1988, ISBN 978-0-192-86062-0.
  - auf Deutsch unter dem Titel: Muß dieses Kind am Leben bleiben? Das Problem schwerstgeschädigter Neugeborener. Harald Fischer Verlag, 1993, ISBN 978-3-891-31110-3.